# Special Olympics Kenia
Special Olympics Kenia (englisch: Special Olympics Kenya) ist der kenianische Verband von Special Olympics International, der weltweit größten Sportbewegung für Menschen mit geistiger Beeinträchtigung und Mehrfachbeeinträchtigung. Ziel ist die sportliche Förderung dieser Personengruppe und die Sensibilisierung der Gesellschaft für sie. Außerdem betreut der Verband die kenianischen Athletinnen und Athleten bei den Special Olympics Wettbewerben.

## Geschichte
Special Olympics Kenia wurde 1978 mit Sitz in Nairobi gegründet. Es war die erste nationale Organisation von Special Olympics in Afrika.

## Aktivitäten
2016 waren 57.47 Athletinnen, Athleten und Unified Partner sowie 6.346 Trainer bei Special Olympics Kenia registriert. Der Verband nahm 2018 an den Programmen Athlete Leadership, Young Athletes und Family Support Network teil, die von Special Olympics International ins Leben gerufen worden waren.

### Sportarten
Folgende Sportarten wurden 2018 vom Verband angeboten: 
- Basketball (Special Olympics)
- Beach Volleyball (Special Olympics)
- Freiwasserschwimmen (Special Olympics)
- Fußball (Special Olympics)
- Handball (Special Olympics)
- Netball (Special Olympics)
- Leichtathletik (Special Olympics)
- Schwimmen (Special Olympics)

### Teilnahme an Weltspielen vor 2020
(Quelle: )
- 1983 Special Olympics World Summer Games, Louisiana, USA
- 1991 Special Olympics World Summer Games, Minnesota, USA
- 1995 Special Olympics World Summer Games, Connecticut, USA (50 Athletinnen und Athleten)
- 1999 Special Olympics World Summer Games, North Carolina, USA (49 Athletinnen und Athleten)
- 2003 Special Olympics World Summer Games, Dublin, Ireland (23 Athletinnen und Athleten)
- 2007 Special Olympics World Summer Games, Shanghai, China (60 Athletinnen und Athleten)
- 2011 Special Olympics World Summer Games, Athen (44 Athletinnen und Athleten)
- 2013 Special Olympics World Winter Games, PyeongChang, Südkorea (16 Athletinnen und Athleten)
- 2015 Special Olympics World Summer Games, Los Angeles, USA (51 Athletinnen und Athleten)
- 2019 Special Olympics, World Summer Games, Abu Dhabi (71 Athletinnen und Athleten)[3]

### Teilnahme an den Special Olympics World Summer Games 2023 in Berlin
Special Olympics Kenia nahm an den Special Olympics World Summer Games 2023 teil. Die Delegation wurde vor den Spielen im Rahmen des Host Town Program vom Landkreis Freising betreut und bestand aus 94 Personen. Das Team gewann bei diesen Weltspielen 15 Gold-, 4 Silber- und 6 Bronzemedaillen.

### Teilnahme an Weltspielen nach 2023
- 2025 Special Olympics World Winter Games, Turin, Italien (8 Athletinnen und Athleten)[7]